# Estación de Porte de Vincennes
Porte de Vincennes es una estación de la línea 1 del metro de París situada en el límite de los Distritos XII y XX bajo el Cours de Vincennes al este de la intersección con la calle Pirineos y la avenida del doctor Arnold Netter.
En el año 2003, fue utilizada por más de 5 millones de pasajeros.

## Historia
Esta estación se abrió el 11 de julio de 1900 siendo el terminal oriental de la línea hasta su ampliación hacia Saint-Mandé.
Debe su nombre a la Porte de Vincennes, uno de los antiguos accesos que se encontraban en el Muro de Thiers, última fortificación defensiva construida alrededor de París.

## Descripción
La estación, en su momento terminal de la línea, se configuró con dos bóvedas diferenciadas, dando lugar a una estación de llegada (dirección Château de Vincennes) y a una estación de salida (dirección La Défense) cada una de ellas con dos vías y un andén central. Al prolongarse la línea en 1934, se modificó el diseño de cada una de las estaciones retirando una de las vías y convirtiendo el andén en lateral. 
En el año 2010, la estación fue renovada y despojada de los revestimientos metálicos que forraban la bóveda recuperando sus azulejos originales.
Su iluminación emplea ahora el modelo vagues (olas) con estructuras casi adheridas a la bóveda que sobrevuelan ambos andenes proyectando la luz en varias direcciones. 
La señalización por su parte usa la moderna tipografía Parisine donde el nombre de la estación aparece en letras blancas sobre un panel metálico de color azul. Por último, los asientos de la estación son los modernos Coquille o Smiley, unos asientos en forma de cuenco inclinado para que parte del mismo pueda usarse como respaldo y que poseen un hueco en la base en forma de sonrisa.
Como todas las estaciones de la línea 1 dispone de puertas de andén.

## Accesos
La estación dispone de cuatro accesos:
1. Av. del General Niessel (Cours de Vincennes, 99).
2. Pasaje de la Bóveda (entre el 102 y 106 del Cours de Vincennes).
3. Av. Doctor Netter (Cours de Vincennes, 90).
4. C/ Pirineos (Cours de Vincennes, 81).